# Argyrolobium fischeri
Argyrolobium fischeri är en ärtväxtart som beskrevs av Paul Hermann Wilhelm Taubert. Argyrolobium fischeri ingår i släktet Argyrolobium och familjen ärtväxter. Inga underarter finns listade i Catalogue of Life.